# Mas Delfí
El Mas Delfí és una masia de Sant Pere Pescador (Alt Empordà) inclosa a l'Inventari del Patrimoni Arquitectònic de Catalunya.

## Descripció
Situat al sud-est del nucli urbà de la població de Sant Pere Pescador, al sud de la urbanització Bon Relax i al peu de la carretera de Sant Pere al Riuet.
Masia rehabilitada formada per dos cossos adossats, envoltats d'una zona enjardinada delimitada per una tanca. L'edifici principal és de planta rectangular, amb la coberta de dues vessants de teula i distribuït en planta baixa i pis. Envers l'est se li adossa un altre cos rectangular d'un sol nivell, amb teulada d'un vessant i terrassa al nivell del pis superior de la casa. La façana principal presenta tres portals d'arc rebaixat bastits amb maons a la planta baixa, els dos laterals transformats en finestres. Al pis hi ha un balcó exempt central i, a banda i banda, dues finestres de mig punt bastides també amb maons. A l'extrem de llevant hi ha un porxo obert mitjançant tres grans arcades rebaixades, bastides amb maons i amb els brancals de pedra desbastada combinada amb material constructiu. Destaca una llinda reaprofitada amb la data del 1716. La resta d'obertures de l'edifici són rectangulars o bé quadrades, la majoria de nova obertura o bé reformades. A l'extrem de ponent hi ha adossat un possible forn amb la cúpula bastida amb maons. La construcció és bastida amb pedra de diverses mides lligada amb abundant morter de calç.